# Rothschildia
Rothschildia is een geslacht van vlinders uit de familie nachtpauwogen (Saturniidae).
De typesoort van het geslacht is Attacus jacobaeae Walker, 1855

## Soorten
- Rothschildia alexapricae Brechlin & Meister, 2012
- Rothschildia amoena Jordan, 1911
- Rothschildia anikae Brechlin & Meister, 2010
- Rothschildia arethusa (Walker, 1855)
- Rothschildia arianae Brechlin & Meister, 2012
- Rothschildia aricia (Walker, 1855)
- Rothschildia aurota (Cramer, 1775)
- Rothschildia belus Maassen & Weymer, 1873
- Rothschildia chiris Rothschild, 1907
- Rothschildia chrisbrechlinae Brechlin & Meister, 2012
- Rothschildia cincta (Tepper, 1883)
- Rothschildia condor (Staudinger, 1894)
- Rothschildia equatorialis Rothschild, 1907
- Rothschildia erycina (Shaw, 1796)
- Rothschildia fabiani Brechlin & Meister, 2012
- Rothschildia hesperus (Linnaeus, 1758)
- Rothschildia hopfferi (C. Felder & R. Felder, 1859)
- Rothschildia inca (Rothschild, 1907)
- Rothschildia interaricia Brechlin & Meister, 2010
- Rothschildia jacobaeae (Walker, 1855)
- Rothschildia jorulla (Westwood, 1854)
- Rothschildia jorulloides (Dognin, 1895)
- Rothschildia lebeau Guérin-Méneville, 1868
- Rothschildia lebecuatoriana Brechlin & Meister, 2012
- Rothschildia lebtolimaiana Brechlin & Meister, 2012
- Rothschildia lichtenba Dyar, 1912
- Rothschildia maurus (Burmeister, 1879)
- Rothschildia meridana Rothschild, 1907
- Rothschildia orizaba (Westwood, 1854)
- Rothschildia paucidentata Lemaire, 1971
- Rothschildia peggyae Brechlin & Meister, 2012
- Rothschildia peruviana Rothschild, 1907
- Rothschildia prionia Rothschild, 1907
- Rothschildia renatae Lampe, 1985
- Rothschildia roxana Schaus, 1905
- Rothschildia sandimasiana Brechlin & Meister, 2013
- Rothschildia schreiteriana Breyer & Orfila, 1945
- Rothschildia silkae Brechlin, van Schayck & Meister, 2012
- Rothschildia sinjaevorum Brechlin & Meister, 2013
- Rothschildia speculifer (Walker, 1855)
- Rothschildia triloba Rothschild, 1907
- Rothschildia tucumani (Dognin, 1901)
- Rothschildia vanschaycki Brechlin & Meister, 2012
- Rothschildia winbrechlini Brechlin & Meister, 2012
- Rothschildia zacateca (Westwood, 1854)